# Centris merrillae
Centris merrillae là một loài Hymenoptera trong họ Apidae. Loài này được Cockerell mô tả khoa học năm 1919.